# Transports en commun d'Antibes
Envibus est le nom du réseau de transport en commun de la Communauté d'agglomération Sophia Antipolis, dont l'exploitant est Keolis Sophia Antipolis du groupe Keolis et qui compte 25 lignes régulières et 64 lignes scolaires.

## Historique

### De 1980 à 2005: Le STGA et le réseau Sillages
En 1980, le Syndicat des transports de Grasse et d'Antibes (STGA) voit le jour. Entre 1995 et 2003, le réseau, opéré sous le nom Sillages, a vu sa fréquentation augmenter de 56 %.
Le 1er janvier 2002, la communauté d'agglomération Sophia Antipolis voit le jour, composée de 17 communes dont Valbonne et Vence qui quittent le Pôle Azur Provence. En conséquence, le périmètre du STGA se retrouve limité à la communauté d'agglomération Pôle Azur Provence et aux communes de Mougins, Le Tignet, Spéracèdes et Peymeinade.
La CASA se dote donc de son propre réseau de transport le 1er janvier 2004, Envibus. Sillages devient le seul réseau de transport de Grasse. Le réseau est alors exploité par la SOMA, filiale du groupe Connex, devenu Veolia Transport.

### 2006: le réseau Envibus restructuré
Si jusque là Envibus avait conservé la structure héritée du réseau Sillages, une nouvelle offre accompagne le début de l'exploitation par la CFT, via la Sophipolitaine de transports urbains (STU).
En septembre 2006, les lignes 29 et 29Bis sont créées à Villeneuve-Loubet en complément de la ligne 28
En septembre 2007, la ligne 4 est renumérotée 32 et la ligne 8R est renumérotée 4 et est prolongée au Cap d'Antibes ; en outre, la ligne 21 est simplifiée grâce à une réorganisation de la ligne 7 et la ligne 100 est créée.
Le 6 avril 2009, le réseau met en place un service de transport à la demande dénommé « Icilà » dans les secteurs les moins denses : il remplace les lignes 5D, 12bis, 12D, 21, 23D, une partie des services de la ligne 26R, 28, 29Bis, 30 et provoque le raccourcissement des lignes 4 et 29. En outre, la ligne 32 disparaît entre 2009 et 2010.

### 2010: Exploitation par Veolia Transport
En 2010, la CFT perd l'exploitation au profit de Veolia transport, via la filiale Veolia Transport urbain Antibes.
Le début de l'exploitation est compliqué, des pannes clouent les trois quarts du parc à l'automne 2010. Des grèves ont lieu pour protester contre la vétusté du matériel.
En 2011, le réseau passe sous gestion de Veolia Transdev à la suite de la fusion des deux groupes, qui devient Transdev après désengagement de Veolia.
En 2012, un second dépôt est ouvert à Vallauris, permettant de mettre fin à la sous-traitance de la ligne 100. La livrée des véhicules et l'identité visuelle de façon générale évolue, tout en gardant la dominante rose avec le e blanc, ou l'inverse sur certains véhicules.
En 2014, la ligne 3 est renumérotée 30 ou 31 selon son sens de circulation, tandis que les lignes 4 et 12 disparaissent, la ligne 7 est scindée en deux lignes 7 (Antibes-Foyer Le Roc) et 21 (Foyer Le Roc-Foyer VSA), la ligne 18 (Antibes-Cannes) change de trajet et passe par le littoral, la ligne 26R devient 26 et la ligne 29 est prolongée de façon à simplifier la ligne 23.

### 2015: Retour de Vectalia
En juillet 2015, la CFT devenue Vectalia entre-temps redevient l'exploitant du réseau Envibus pour quatre ans via la filiale Vectalia Sophia Antipolis,.
En septembre 2015, le réseau est restructuré : la ligne 11 est scindée en deux lignes 11 (Valbonne-Bar-sur-Loup) et 12 (Antibes-Valbonne), la ligne 14 absorbe la ligne 13, la ligne 26 est prolongée de Roquefort-les-Pins à Villeneuve-Loubet et la ligne 29 est supprimée.
En janvier 2016, une nouvelle ligne 28 est créée entre Villeneuve-Loubet et la gare de Cagnes-sur-Mer.
En juillet 2018, la ligne 6 est prolongée au centre des congrès et les itinéraires des lignes 23 et 24 sont ajustés.

### 2019: Exploitation par Keolis et arrivée du bus-tram
Le 1er juillet 2019, le groupe Keolis reprend l'exploitation du réseau Envibus pour quatre ans,. En décembre 2019, une nouvelle identité visuelle (logo, livrée, supports de communication, etc.) réalisé par la société Graphibus est présentée, tout en conservant là encore la couleur dominante historique du réseau, le rose.
Le 6 janvier 2020, le Bus-Tram est mis en service : la ligne 1 est remplacée par la ligne A.
En septembre 2022, les lignes 24 et 25 sont supprimées : Saint-Paul-de-Vence est desservie uniquement par la ligne 655 du réseau régional Zou !.
En octobre 2022, la ligne A change de trajet pour desservir un nouveau tronçon en voie réservée via le collège Bertone et Olympie, l'ancien trajet est repris par la ligne 9 ; en parallèle, la ligne 6 est prolongée au port Gallice.
Le 2 novembre 2022, le nouveau dépôt principal est ouvert et permet de fermer les dépôts secondaires.
Le 8 juillet 2023, une seconde ligne de « Bus-tram » voit la jour, la ligne B entre le pôle d'échanges d'Antibes et Saint-Philippe via Juan-les-Pins tout en reprenant le tracé de la ligne 100 qui est supprimée. La ligne B remplace aussi la boucle de la ligne A par la SKEMA Business School, lui permettant de gagner 15 minutes de temps de parcours. Le 4 septembre, la navette Fond de l'Orme est remplacée par la ligne 29 du réseau Palm Bus de l'agglomération cannoise.

### Identité visuelle

#### Logo

Logo de 2004 à 2019
Logo actuel

#### Livrée des véhicules

Livrée d'origine
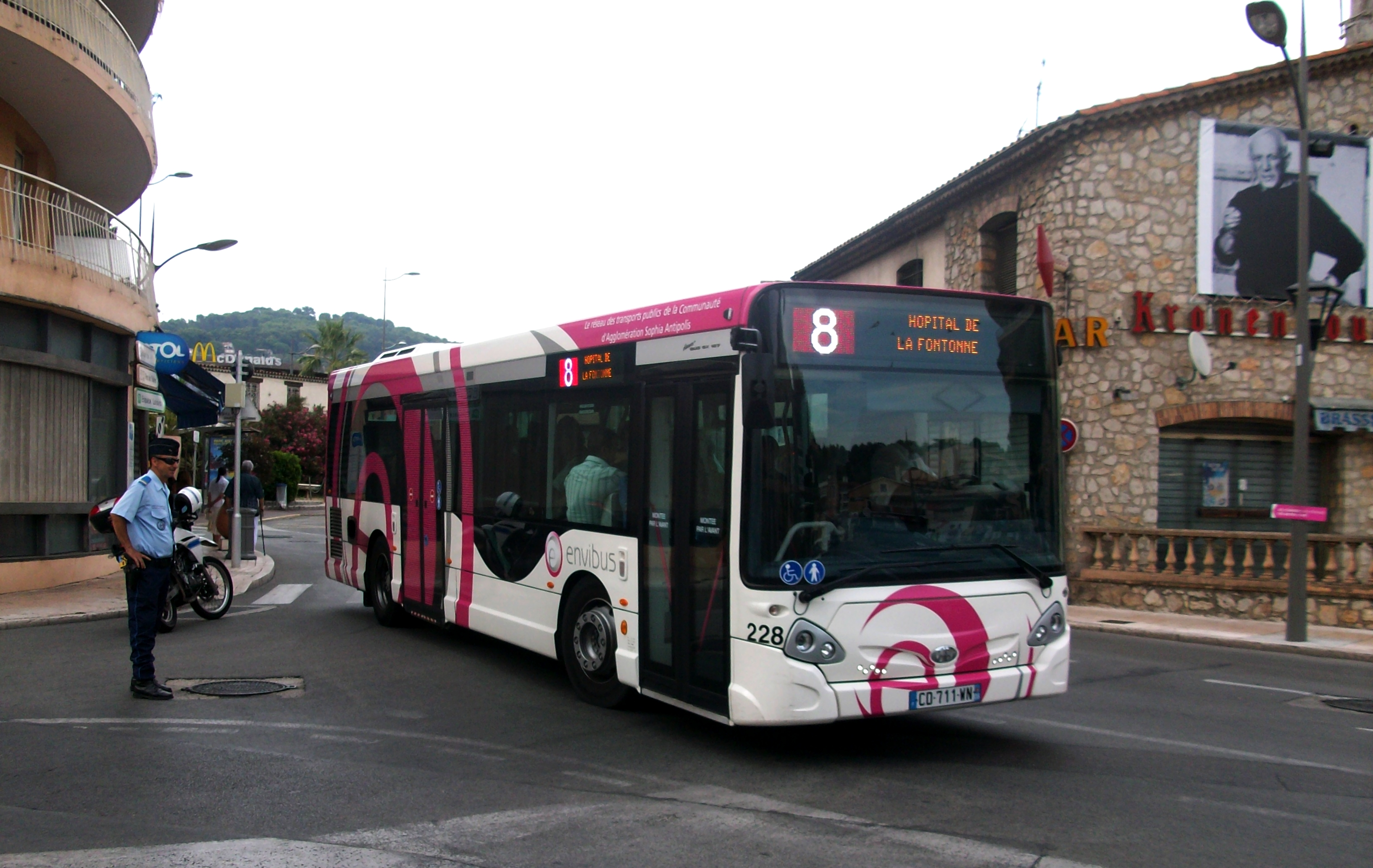
Seconde livrée, dominante blanche
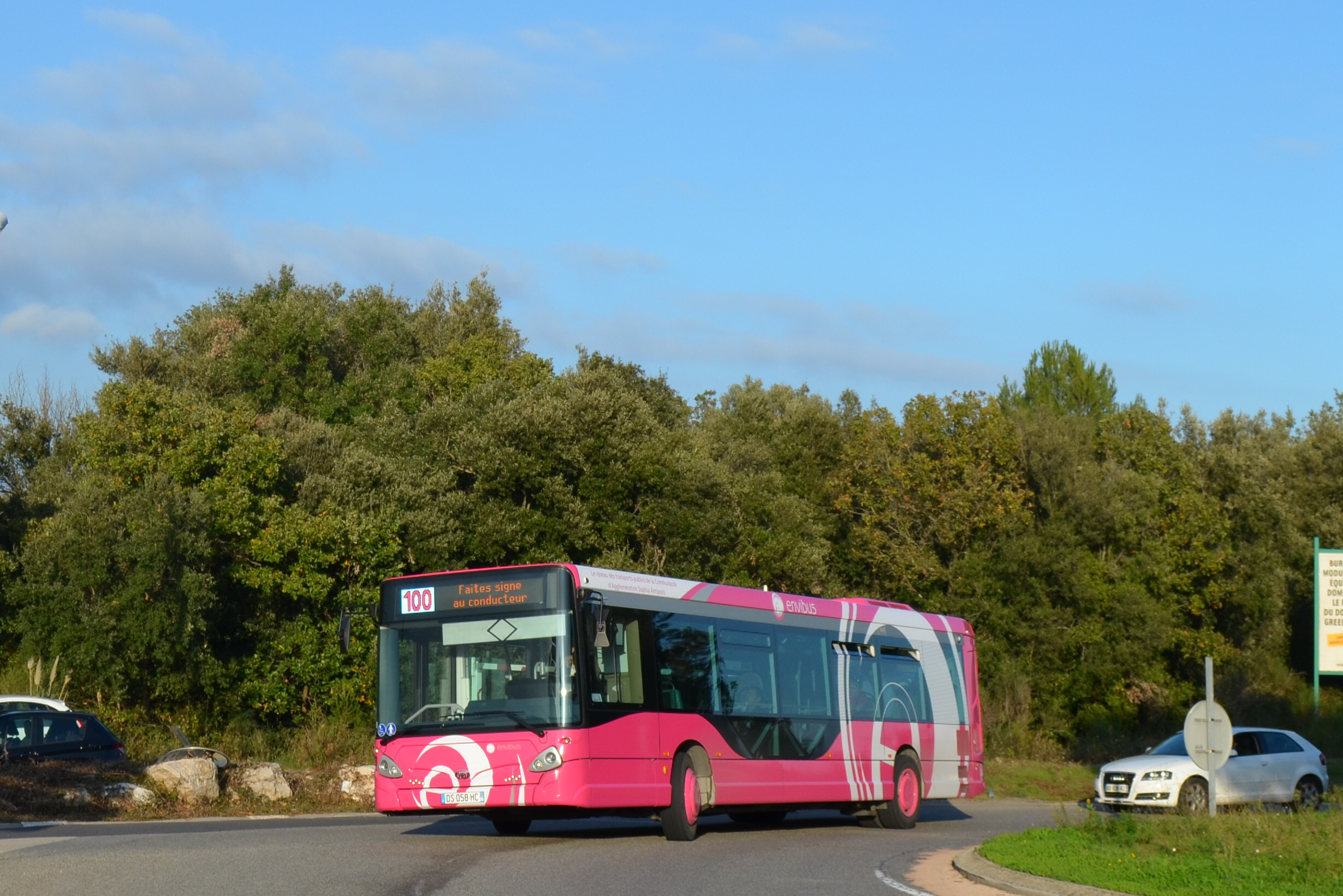
Seconde livrée, dominante rose
Livrée actuelle
Livrée du Bus-Tram

## Lignes du réseau

### Lignes BHNS "Bus-Tram"
| Ligne | Caractéristiques | Caractéristiques                                              | Caractéristiques                                              | Caractéristiques                                              | Caractéristiques                                              | Caractéristiques                                              | Caractéristiques                                              | Caractéristiques                                              | Caractéristiques                                              |
| A     | Gare routière de Valbonne/Sophia Antipolis ⥋ Antibes-les-Pins | Gare routière de Valbonne/Sophia Antipolis ⥋ Antibes-les-Pins | Gare routière de Valbonne/Sophia Antipolis ⥋ Antibes-les-Pins | Gare routière de Valbonne/Sophia Antipolis ⥋ Antibes-les-Pins | Gare routière de Valbonne/Sophia Antipolis ⥋ Antibes-les-Pins | Gare routière de Valbonne/Sophia Antipolis ⥋ Antibes-les-Pins | Gare routière de Valbonne/Sophia Antipolis ⥋ Antibes-les-Pins | Gare routière de Valbonne/Sophia Antipolis ⥋ Antibes-les-Pins | Gare routière de Valbonne/Sophia Antipolis ⥋ Antibes-les-Pins |
| ----- | --- | ------------------------------------------------------------- | ------------------------------------------------------------- | ------------------------------------------------------------- | ------------------------------------------------------------- | ------------------------------------------------------------- | ------------------------------------------------------------- | ------------------------------------------------------------- | ------------------------------------------------------------- |
| A     | Ouverture / Fermeture 6 janvier 2020 / — | Longueur —                                                    | Durée 55 min                                                  | Nb. d’arrêts 35                                               | Matériel Articulés Standards                                  | Jours de fonctionnement L, Ma, Me, J, V, S, D                 | Jour / Soir / Nuit / Fêtes O / O / N / O                      | Voy. / an —                                                   | Exploitant Keolis Sophia Antipolis                            |
| A     | Desserte : - Villes et lieux desservis : Sophia Antipolis (Gare Routière Valbonne Sophia Antipolis, Garbejaïre, Nautipolis, Collège Eganaude), Biot (SophiaTech, Les Chappes), Antibes (Azur Arena, Collège Bertone, Théâtre Anthéa, Pôle d'Echanges, Place de Gaulle, Juan-les-Pins, Antibes Les Pins) - Gares desservies : Gare d'Antibes (Arrêt : Pôle d'Echanges Antibes) et Gare de Juan-les-Pins (Arrêts : Régence)                  |                                                               |                                                               |                                                               |                                                               |                                                               |                                                               |                                                               |                                                               |
| A     | Autre : - Arrêts non accessibles aux UFR : — - Amplitudes horaires : La ligne circule du lundi au vendredi de 5 h 40 à 21 h 35, le samedi de 6 h 35 à 21 h 40 et les dimanches et fêtes de 7 h 25 à 21 h 5 environ. En été, le service est assuré jusqu'à 0 h 30 en semaine et 23 h 10 environ les dimanches et fêtes. - Particularités : Le site propre est mis en service par tronçons. - Date de dernière mise à jour : 8 juillet 2023. |                                                               |                                                               |                                                               |                                                               |                                                               |                                                               |                                                               |                                                               |
| A     | Dernière actualisation : — |                                                               |                                                               |                                                               |                                                               |                                                               |                                                               |                                                               |                                                               |
| B     | Saint-Philippe ⥋ Pôle d'échanges Antibes | Saint-Philippe ⥋ Pôle d'échanges Antibes                      | Saint-Philippe ⥋ Pôle d'échanges Antibes                      | Saint-Philippe ⥋ Pôle d'échanges Antibes                      | Saint-Philippe ⥋ Pôle d'échanges Antibes                      | Saint-Philippe ⥋ Pôle d'échanges Antibes                      | Saint-Philippe ⥋ Pôle d'échanges Antibes                      | Saint-Philippe ⥋ Pôle d'échanges Antibes                      | Saint-Philippe ⥋ Pôle d'échanges Antibes                      |
| B     | Ouverture / Fermeture 8 juillet 2023 / — | Longueur —                                                    | Durée 40 (55) min                                             | Nb. d’arrêts 24 (10)                                          | Matériel Articulés Standards                                  | Jours de fonctionnement L, Ma, Me, J, V, S, D                 | Jour / Soir / Nuit / Fêtes O / N / N / O                      | Voy. / an —                                                   | Exploitant Keolis Sophia Antipolis                            |
| B     | Desserte : - Villes et lieux desservis : Sophia Antipolis (SKEMA Buisiness School), Antibes (Antibes Les Pins, Juan-les-Pins, Place de Gaulle, Pôle d'Echanges) - Gares desservies : Gare d'Antibes (Arrêt : Pôle d'Echanges Antibes) et Gare de Juan-les-Pins (Arrêts : Régence) |                                                               |                                                               |                                                               |                                                               |                                                               |                                                               |                                                               |                                                               |
| B     | Autre : - Arrêts non accessibles aux UFR : — - Amplitudes horaires : La ligne fonctionne du lundi au vendredi de 6 h à 21 h 25 et les weekends et jours fériés de 6 h 50 à 19 h 30 environ. - Particularités : La ligne possède un doublage scolaire par le lycée Audiberti desservi à raison de deux allers-retours par jour. - Date de dernière mise à jour : 8 juillet 2023.                                                            |                                                               |                                                               |                                                               |                                                               |                                                               |                                                               |                                                               |                                                               |
| B     | Dernière actualisation : — |                                                               |                                                               |                                                               |                                                               |                                                               |                                                               |                                                               |                                                               |

### Lignes régulières
| Ligne | Caractéristiques | Caractéristiques | Caractéristiques | Caractéristiques | Caractéristiques | Caractéristiques | Caractéristiques | Caractéristiques | Caractéristiques |
| 2     | Pôle d'échanges Antibes ⥋ Antibes — Eden-Roc | Pôle d'échanges Antibes ⥋ Antibes — Eden-Roc | Pôle d'échanges Antibes ⥋ Antibes — Eden-Roc | Pôle d'échanges Antibes ⥋ Antibes — Eden-Roc | Pôle d'échanges Antibes ⥋ Antibes — Eden-Roc | Pôle d'échanges Antibes ⥋ Antibes — Eden-Roc | Pôle d'échanges Antibes ⥋ Antibes — Eden-Roc | Pôle d'échanges Antibes ⥋ Antibes — Eden-Roc | Pôle d'échanges Antibes ⥋ Antibes — Eden-Roc |
| ----- | --- | --- | --- | --- | --- | --- | --- | --- | --- |
| 2     | Ouverture / Fermeture 1er janvier 2006 / — | Longueur 5,3 km | Durée 16 min | Nb. d’arrêts 17 | Matériel Midibus | Jours de fonctionnement L, Ma, Me, J, V, S, D | Jour / Soir / Nuit / Fêtes O / N / N / O | Voy. / an — | Exploitant Keolis Sophia Antipolis |
| 2     | Desserte : - Villes et lieux desservis : Antibes (Pôle d'Echanges, Centre-ville, Le Ponteil, Cap d'Antibes,Phare du Cap (en bas de la colline), Hôtel du Cap-Eden-Roc). - Gares desservies : Gare d'Antibes (Arrêt : Pôle d'Echanges Antibes) | | | | | | | | |
| 2     | Autre : - Arrêts non accessibles aux UFR : — - Amplitudes horaires : La ligne fonctionne du lundi au samedi de 6 h 45 à 19 h 20 et les dimanches et fêtes de 7 h 55 à 19 h 10 environ. - Particularités : - Date de dernière mise à jour : 3 avril 2023. | | | | | | | | |
| 2     | Dernière actualisation : — | | | | | | | | |
| 5     | Antibes — Place Guynemer ⥋ Vallauris — Villa Chrétien | Antibes — Place Guynemer ⥋ Vallauris — Villa Chrétien                                                                                                  | Antibes — Place Guynemer ⥋ Vallauris — Villa Chrétien                                                                                                  | Antibes — Place Guynemer ⥋ Vallauris — Villa Chrétien                                                                                                  | Antibes — Place Guynemer ⥋ Vallauris — Villa Chrétien                                                                                                  | Antibes — Place Guynemer ⥋ Vallauris — Villa Chrétien                                                                                                  | Antibes — Place Guynemer ⥋ Vallauris — Villa Chrétien                                                                                                  | Antibes — Place Guynemer ⥋ Vallauris — Villa Chrétien                                                                                                  | Antibes — Place Guynemer ⥋ Vallauris — Villa Chrétien                                                                                                  |
| 5     | Ouverture / Fermeture 1er janvier 2006 / — | Longueur 10,3 km | Durée 30 min | Nb. d’arrêts 31 | Matériel Midibus | Jours de fonctionnement L, Ma, Me, J, V | Jour / Soir / Nuit / Fêtes O / N / N / N | Voy. / an — | Exploitant Keolis Sophia Antipolis |
| 5     | Desserte : - Villes et lieux desservis : Antibes (Les Châtaigners, St Jean, St Maymes) et Vallauris (La Zaïne, Hôpital, Place de la Libération, Villa Chrétien). - Gares desservies : | | | | | | | | |
| 5     | Autre : - Arrêts non accessibles aux UFR : — - Amplitudes horaires : La ligne fonctionne du lundi au vendredi à raison de six allers-retours par jour, trois le matin et trois le soir. Un retour direction Vallauris est ajouté le mercredi matin. - Particularités : En heures creuses, c'est le service Icilà qui dessert le secteur de la ligne 5. - Date de dernière mise à jour : 3 avril 2023. | | | | | | | | |
| 5     | Dernière actualisation : — | | | | | | | | |
| 6     | Antibes — Port Gallice ⥋ Antibes — Apollinaire Desnos | Antibes — Port Gallice ⥋ Antibes — Apollinaire Desnos                                                                                                  | Antibes — Port Gallice ⥋ Antibes — Apollinaire Desnos                                                                                                  | Antibes — Port Gallice ⥋ Antibes — Apollinaire Desnos                                                                                                  | Antibes — Port Gallice ⥋ Antibes — Apollinaire Desnos                                                                                                  | Antibes — Port Gallice ⥋ Antibes — Apollinaire Desnos                                                                                                  | Antibes — Port Gallice ⥋ Antibes — Apollinaire Desnos                                                                                                  | Antibes — Port Gallice ⥋ Antibes — Apollinaire Desnos                                                                                                  | Antibes — Port Gallice ⥋ Antibes — Apollinaire Desnos                                                                                                  |
| 6     | Ouverture / Fermeture 1er janvier 2006 / — | Longueur 9,6 km | Durée 45 min | Nb. d’arrêts 34 | Matériel Standards | Jours de fonctionnement L, Ma, Me, J, V, S, D | Jour / Soir / Nuit / Fêtes O / N / N / O | Voy. / an — | Exploitant Keolis Sophia Antipolis |
| 6     | Desserte : - Villes et lieux desservis : Antibes (Port Gallice, Centre des congrès, Lycée Audiberti, Centre-ville, Pôle Echanges, Stade Nautique, Théâtre Anthéa, Chapelles des Combes, ZAC des Terriers, Castorama,), Juan-les-Pins (Palais des Congrès, Centre-ville). - Gares desservies : | | | | | | | | |
| 6     | Autre : - Arrêts non accessibles aux UFR : — - Amplitudes horaires : La ligne fonctionne du lundi au vendredi de 6 h 25 à 21 h 25, le samedi de 6 h 25 à 20 h 25 et les dimanches et fêtes de 7 h 40 à 20 h 10 environ. - Particularités : Les derniers trajets de la journée à destination d'Apollinaire Desnos ne desservent par le cimetière. - Date de dernière mise à jour : 3 avril 2023. | | | | | | | | |
| 6     | Dernière actualisation : — | | | | | | | | |
| 7     | Antibes — Place Guynemer ⥋ Antibes — Foyer Le Roc | Antibes — Place Guynemer ⥋ Antibes — Foyer Le Roc | Antibes — Place Guynemer ⥋ Antibes — Foyer Le Roc | Antibes — Place Guynemer ⥋ Antibes — Foyer Le Roc | Antibes — Place Guynemer ⥋ Antibes — Foyer Le Roc | Antibes — Place Guynemer ⥋ Antibes — Foyer Le Roc | Antibes — Place Guynemer ⥋ Antibes — Foyer Le Roc | Antibes — Place Guynemer ⥋ Antibes — Foyer Le Roc | Antibes — Place Guynemer ⥋ Antibes — Foyer Le Roc |
| 7     | Ouverture / Fermeture 1er janvier 2006 / — | Longueur 8,4 km | Durée 35 (25) min | Nb. d’arrêts 27 (17) | Matériel Minibus | Jours de fonctionnement L, Ma, Me, J, V | Jour / Soir / Nuit / Fêtes O / N / N / N | Voy. / an — | Exploitant Keolis Sophia Antipolis |
| 7     | Desserte : - Villes et lieux desservis : Antibes (Centre-ville, Pôle Echanges, Stade Nautique, Théâtre Anthéa, Lycée Horticole, Coopérative Agricole, Les Rastines, Super Antibes). - Gares desservies : | | | | | | | | |
| 7     | Autre : - Arrêts non accessibles aux UFR : — - Amplitudes horaires : La ligne fonctionne du lundi au vendredi à raison de cinq allers-retours par jour, deux le matin et trois le soir. - Particularités : - Les services du matin utilisent l'itinéraire direct par le chemin de Saint-Claude, ne desservant par le lycée agricole ; - En heures creuses, c'est le service Icilà qui dessert le secteur de la ligne 7. - Date de dernière mise à jour : 3 avril 2023. | | | | | | | | |
| 7     | Dernière actualisation : — | | | | | | | | |
| 8     | Vallauris — Villa Chrétien ⥋ Antibes — Centre Hospitalier | Vallauris — Villa Chrétien ⥋ Antibes — Centre Hospitalier                                                                                              | Vallauris — Villa Chrétien ⥋ Antibes — Centre Hospitalier                                                                                              | Vallauris — Villa Chrétien ⥋ Antibes — Centre Hospitalier                                                                                              | Vallauris — Villa Chrétien ⥋ Antibes — Centre Hospitalier                                                                                              | Vallauris — Villa Chrétien ⥋ Antibes — Centre Hospitalier                                                                                              | Vallauris — Villa Chrétien ⥋ Antibes — Centre Hospitalier                                                                                              | Vallauris — Villa Chrétien ⥋ Antibes — Centre Hospitalier                                                                                              | Vallauris — Villa Chrétien ⥋ Antibes — Centre Hospitalier                                                                                              |
| 8     | Ouverture / Fermeture 1er janvier 2006 / — | Longueur 11,5 km | Durée 45 min | Nb. d’arrêts 36 | Matériel Standards Midibus | Jours de fonctionnement L, Ma, Me, J, V, S, D | Jour / Soir / Nuit / Fêtes O / N / N / O | Voy. / an — | Exploitant Keolis Sophia Antipolis |
| 8     | Desserte : - Villes et lieux desservis : Vallauris (Centre-ville, Place de la Libération, Fournas (corres. ligne Palm Bus 9), Square Nabonnand), Antibes (Amphores, St Jean, Centre-ville, Pôle Echanges, Stade Nautique, Théâtre Anthéa, Lycée Horticole, Coopérative Agricole, Centre Hospitalier). - Gares desservies : Golfe Juan (Arrêt : Square Nabonnand) et Gare d'Antibes (Arrêt : Pôle d'Echanges Antibes) | | | | | | | | |
| 8     | Autre : - Arrêts non accessibles aux UFR : "Courcettes" direction Villa Chrétien et "Gabelle" dans les deux sens. - Amplitudes horaires : La ligne fonctionne du lundi au vendredi de 6 h 15 à 22 h 30, le samedi de 6 h 15 à 21 h 10 et les dimanches et fêtes de 7 h 30 à 20 h 30 environ. - Particularités : En période scolaire, le matin, le départ de 7 h 15 est doublé pour la desserte du lycée Audiberti. - Date de dernière mise à jour : 3 avril 2023. | | | | | | | | |
| 8     | Dernière actualisation : — | | | | | | | | |
| 9     | Antibes — Place de Gaulle ⥋ Antibes — Foyer Le Roc (Gare routière de Valbonne/Sophia Antipolis à certains services) | Antibes — Place de Gaulle ⥋ Antibes — Foyer Le Roc (Gare routière de Valbonne/Sophia Antipolis à certains services)                                    | Antibes — Place de Gaulle ⥋ Antibes — Foyer Le Roc (Gare routière de Valbonne/Sophia Antipolis à certains services)                                    | Antibes — Place de Gaulle ⥋ Antibes — Foyer Le Roc (Gare routière de Valbonne/Sophia Antipolis à certains services)                                    | Antibes — Place de Gaulle ⥋ Antibes — Foyer Le Roc (Gare routière de Valbonne/Sophia Antipolis à certains services)                                    | Antibes — Place de Gaulle ⥋ Antibes — Foyer Le Roc (Gare routière de Valbonne/Sophia Antipolis à certains services)                                    | Antibes — Place de Gaulle ⥋ Antibes — Foyer Le Roc (Gare routière de Valbonne/Sophia Antipolis à certains services)                                    | Antibes — Place de Gaulle ⥋ Antibes — Foyer Le Roc (Gare routière de Valbonne/Sophia Antipolis à certains services)                                    | Antibes — Place de Gaulle ⥋ Antibes — Foyer Le Roc (Gare routière de Valbonne/Sophia Antipolis à certains services)                                    |
| 9     | Ouverture / Fermeture 1er janvier 2006 / — | Longueur 6,4 ou 14,1 km | Durée 25 (35) min | Nb. d’arrêts 19 (30) | Matériel Standards | Jours de fonctionnement L, Ma, Me, J, V, S, D | Jour / Soir / Nuit / Fêtes O / N / N / O | Voy. / an — | Exploitant Keolis Sophia Antipolis |
| 9     | Desserte : - Villes et lieux desservis : Antibes (Centre-ville, Chemin de Saint-Claude, Chapelle des Combes, Z.I Les Trois Moulins), Biot (Les Chappes, Templiers), Sophia Antipolis (Collège Eganaude, SKEMA Buisiness School, Espaces de Sophia, CIV). - Gares desservies : Gare d'Antibes (Arrêts : Jardin de la Gare et Rochat) | | | | | | | | |
| 9     | Autre : - Arrêts non accessibles aux UFR : — - Amplitudes horaires : La ligne fonctionne du lundi au vendredi de 6 h 40 à 20 h 30, le samedi de 6 h 30 à 20 h 5 et les dimanches et fêtes de 7 h à 19 h 25 environ. - Particularités : Du lundi au vendredi en période scolaire, une dizaine d'allers-retours est prolongé jusqu'à la gare routière de Valbonne/Sophia Antipolis. - Date de dernière mise à jour : 3 avril 2023. | | | | | | | | |
| 9     | Dernière actualisation : — | | | | | | | | |
| 10    | Antibes — Place Guynemer ⥋ Valbonne — Village (Gare routière de Valbonne/Sophia Antipolis à certains services du lundi au vendredi) | Antibes — Place Guynemer ⥋ Valbonne — Village (Gare routière de Valbonne/Sophia Antipolis à certains services du lundi au vendredi)                    | Antibes — Place Guynemer ⥋ Valbonne — Village (Gare routière de Valbonne/Sophia Antipolis à certains services du lundi au vendredi)                    | Antibes — Place Guynemer ⥋ Valbonne — Village (Gare routière de Valbonne/Sophia Antipolis à certains services du lundi au vendredi)                    | Antibes — Place Guynemer ⥋ Valbonne — Village (Gare routière de Valbonne/Sophia Antipolis à certains services du lundi au vendredi)                    | Antibes — Place Guynemer ⥋ Valbonne — Village (Gare routière de Valbonne/Sophia Antipolis à certains services du lundi au vendredi)                    | Antibes — Place Guynemer ⥋ Valbonne — Village (Gare routière de Valbonne/Sophia Antipolis à certains services du lundi au vendredi)                    | Antibes — Place Guynemer ⥋ Valbonne — Village (Gare routière de Valbonne/Sophia Antipolis à certains services du lundi au vendredi)                    | Antibes — Place Guynemer ⥋ Valbonne — Village (Gare routière de Valbonne/Sophia Antipolis à certains services du lundi au vendredi)                    |
| 10    | Ouverture / Fermeture 1er janvier 2006 / — | Longueur 19,5 (18,6) km | Durée 55 (60) min | Nb. d’arrêts 51 (46) | Matériel Standards | Jours de fonctionnement L, Ma, Me, J, V, S, D | Jour / Soir / Nuit / Fêtes O / N / N / O | Voy. / an — | Exploitant Keolis Sophia Antipolis |
| 10    | Desserte : - Villes et lieux desservis : Antibes (Centre-ville, Pôle d'Echanges, Stade Nautique, Théâtre Anthéa, Lycée Horticole, Coopérative Agricole, Centre Hospitalier, Marineland), Biot (Biot 3000, Biot Village), Sophia Antipolis (Gare Routière), Valbonne (Bel Air, Lycée s. Veil, Déchetterie, Village). - Gares desservies : Gare d'Antibes (Arrêt : Pôle d'Echanges) et Gare de Biot (Arrêt : Gare de Biot) | | | | | | | | |
| 10    | Autre : - Arrêts non accessibles aux UFR : — - Amplitudes horaires : La ligne fonctionne du lundi au vendredi de 6 h 10 à 20 h 30, le samedi de 6 h 20 à 20 h 25 et les dimanches et fêtes de 7 h 10 à 20 h 15 environ. - Particularités : La desserte de la Gare Routière de Sophia Antipolis n'est effectuée qu'à raison d'un départ sur deux ou trois du lundi au vendredi. Sur cette même branche, certains services desservent plus le lycée Simone Veil. - Date de dernière mise à jour : 3 avril 2023. | | | | | | | | |
| 10    | Dernière actualisation : — | | | | | | | | |
| 11    | Gare routière de Valbonne/Sophia Antipolis ⥋ Le Bar-sur-Loup — Jarrerie | Gare routière de Valbonne/Sophia Antipolis ⥋ Le Bar-sur-Loup — Jarrerie                                                                                | Gare routière de Valbonne/Sophia Antipolis ⥋ Le Bar-sur-Loup — Jarrerie                                                                                | Gare routière de Valbonne/Sophia Antipolis ⥋ Le Bar-sur-Loup — Jarrerie                                                                                | Gare routière de Valbonne/Sophia Antipolis ⥋ Le Bar-sur-Loup — Jarrerie                                                                                | Gare routière de Valbonne/Sophia Antipolis ⥋ Le Bar-sur-Loup — Jarrerie                                                                                | Gare routière de Valbonne/Sophia Antipolis ⥋ Le Bar-sur-Loup — Jarrerie                                                                                | Gare routière de Valbonne/Sophia Antipolis ⥋ Le Bar-sur-Loup — Jarrerie                                                                                | Gare routière de Valbonne/Sophia Antipolis ⥋ Le Bar-sur-Loup — Jarrerie                                                                                |
| 11    | Ouverture / Fermeture 1er janvier 2006 / — | Longueur 17,9 km | Durée 35 min | Nb. d’arrêts 35 | Matériel Standards | Jours de fonctionnement L, Ma, Me, J, V, S | Jour / Soir / Nuit / Fêtes O / N / N / N | Voy. / an — | Exploitant Keolis Sophia Antipolis |
| 11    | Desserte : - Villes et lieux desservis : Sophia Antipolis (Gare Routière), Valbonne (Lycée S. Veil, Déchetterie), Opio (Centre (Font Neuve, Cœur Village), Opio San Peyre), Le Rouret (Centre Commercial), Châteauneuf (Pré du Lac (Châteauneuf Bas Village)) Le Bar-sur-Loup (St Andrieux, Le Riou, Village). - Gares desservies : | | | | | | | | |
| 11    | Autre : - Arrêts non accessibles aux UFR : — - Amplitudes horaires : La ligne fonctionne du lundi au vendredi de 6 h 45 à 20 h 15 et le samedi de 7 h à 19 h 20 environ. - Date de dernière mise à jour : 3 avril 2023. | | | | | | | | |
| 11    | Dernière actualisation : — | | | | | | | | |
| 12    | Pôle d'échanges d'Antibes ⥋ Gare routière de Valbonne/Sophia Antipolis | Pôle d'échanges d'Antibes ⥋ Gare routière de Valbonne/Sophia Antipolis                                                                                 | Pôle d'échanges d'Antibes ⥋ Gare routière de Valbonne/Sophia Antipolis                                                                                 | Pôle d'échanges d'Antibes ⥋ Gare routière de Valbonne/Sophia Antipolis                                                                                 | Pôle d'échanges d'Antibes ⥋ Gare routière de Valbonne/Sophia Antipolis                                                                                 | Pôle d'échanges d'Antibes ⥋ Gare routière de Valbonne/Sophia Antipolis                                                                                 | Pôle d'échanges d'Antibes ⥋ Gare routière de Valbonne/Sophia Antipolis                                                                                 | Pôle d'échanges d'Antibes ⥋ Gare routière de Valbonne/Sophia Antipolis                                                                                 | Pôle d'échanges d'Antibes ⥋ Gare routière de Valbonne/Sophia Antipolis                                                                                 |
| 12    | Ouverture / Fermeture septembre 2015 / — | Longueur 11,9 km | Durée 30 min | Nb. d’arrêts 24 | Matériel Standards Midibus | Jours de fonctionnement L, Ma, Me, J, V | Jour / Soir / Nuit / Fêtes O / N / N / N | Voy. / an — | Exploitant Keolis Sophia Antipolis |
| 12    | Desserte : - Villes et lieux desservis : Antibes (Stade Nautique, Théâtre Anthéa, Lycée Horticole, Coopérative Agricole, Pont Romain), Biot (Routes des Colles, Les Chappes, Templiers) et Sophia Antipolis (INRIA, Collège Eganaude, Nautipolis, Garbejaïre, Gare Routière) - Gares desservies : Gare d'Antibes (Arrêt : Pôle d'Echanges). | | | | | | | | |
| 12    | Autre : - Arrêts non accessibles aux UFR : — - Amplitudes horaires : La ligne fonctionne du lundi au vendredi de 6 h 40 à 12 h 40 puis de 14 h 20 à 19 h 15 environ. - Date de dernière mise à jour : 3 avril 2023. | | | | | | | | |
| 12    | Dernière actualisation : — | | | | | | | | |
| 14    | (Circulaire) Antibes — Place Guynemer ⥋ via Antibes Vieille Ville, Porte Marine, Fort Carré, Plage et Port de la Salis | (Circulaire) Antibes — Place Guynemer ⥋ via Antibes Vieille Ville, Porte Marine, Fort Carré, Plage et Port de la Salis                                 | (Circulaire) Antibes — Place Guynemer ⥋ via Antibes Vieille Ville, Porte Marine, Fort Carré, Plage et Port de la Salis                                 | (Circulaire) Antibes — Place Guynemer ⥋ via Antibes Vieille Ville, Porte Marine, Fort Carré, Plage et Port de la Salis                                 | (Circulaire) Antibes — Place Guynemer ⥋ via Antibes Vieille Ville, Porte Marine, Fort Carré, Plage et Port de la Salis                                 | (Circulaire) Antibes — Place Guynemer ⥋ via Antibes Vieille Ville, Porte Marine, Fort Carré, Plage et Port de la Salis                                 | (Circulaire) Antibes — Place Guynemer ⥋ via Antibes Vieille Ville, Porte Marine, Fort Carré, Plage et Port de la Salis                                 | (Circulaire) Antibes — Place Guynemer ⥋ via Antibes Vieille Ville, Porte Marine, Fort Carré, Plage et Port de la Salis                                 | (Circulaire) Antibes — Place Guynemer ⥋ via Antibes Vieille Ville, Porte Marine, Fort Carré, Plage et Port de la Salis                                 |
| 14    | Ouverture / Fermeture 1er janvier 2006 / — | Longueur 9,4 km | Durée 50 min | Nb. d’arrêts 22 | Matériel Minibus | Jours de fonctionnement L, Ma, Me, J, V, S | Jour / Soir / Nuit / Fêtes O / N / N / N | Voy. / an — | Exploitant Keolis Sophia Antipolis |
| 14    | Desserte : - Villes et lieux desservis : Antibes (Gare Routière, Vieille Ville, Port Vauban, Porte Marine, Fort Carré (P+R), Gare SNCF, Plages du Ponteil et de la Salis, Port de la Salis). - Gares desservies : Gare d'Antibes (Arrêt : Gare SNCF Parvis). | | | | | | | | |
| 14    | Autre : - Arrêts non accessibles aux UFR : — - Amplitudes horaires : La ligne fonctionne du lundi au vendredi de 10 h à 15 h 50 et le samedi de 10 h à 16 h 5 environ. - Particularités : En période estivale, la ligne fonctionne également les dimanches de 8 h à 19 h, à raison d'un bus par heure. - Date de dernière mise à jour : 3 avril 2015. | | | | | | | | |
| 14    | Dernière actualisation : — | | | | | | | | |
| 15    | (Circulaire) Gare SNCF Juan-les-Pins ⥋ via Parking Dulys (P+R), Plages, Ruban Bleu, Pinède Gould, Palais des Congrès | (Circulaire) Gare SNCF Juan-les-Pins ⥋ via Parking Dulys (P+R), Plages, Ruban Bleu, Pinède Gould, Palais des Congrès                                   | (Circulaire) Gare SNCF Juan-les-Pins ⥋ via Parking Dulys (P+R), Plages, Ruban Bleu, Pinède Gould, Palais des Congrès                                   | (Circulaire) Gare SNCF Juan-les-Pins ⥋ via Parking Dulys (P+R), Plages, Ruban Bleu, Pinède Gould, Palais des Congrès                                   | (Circulaire) Gare SNCF Juan-les-Pins ⥋ via Parking Dulys (P+R), Plages, Ruban Bleu, Pinède Gould, Palais des Congrès                                   | (Circulaire) Gare SNCF Juan-les-Pins ⥋ via Parking Dulys (P+R), Plages, Ruban Bleu, Pinède Gould, Palais des Congrès                                   | (Circulaire) Gare SNCF Juan-les-Pins ⥋ via Parking Dulys (P+R), Plages, Ruban Bleu, Pinède Gould, Palais des Congrès                                   | (Circulaire) Gare SNCF Juan-les-Pins ⥋ via Parking Dulys (P+R), Plages, Ruban Bleu, Pinède Gould, Palais des Congrès                                   | (Circulaire) Gare SNCF Juan-les-Pins ⥋ via Parking Dulys (P+R), Plages, Ruban Bleu, Pinède Gould, Palais des Congrès                                   |
| 15    | Ouverture / Fermeture 1er janvier 2006 / — | Longueur 2,9 km | Durée 15 min | Nb. d’arrêts 12 | Matériel Minibus | Jours de fonctionnement L, Ma, Me, J, V, S | Jour / Soir / Nuit / Fêtes O / N / N / N | Voy. / an — | Exploitant Keolis Sophia Antipolis |
| 15    | Desserte : - Villes et lieux desservis : Juan-les-Pins (Gare SNCF, Rue Bricka, Parking Dulys (P+R), Square Dulys, Plages de Juan, Ruban Bleu, Luna Park, Pinède, Palais des Congrès). - Gares desservies : Gare de Juan-les-Pins (Arrêt : Gare SNCF Juan Les Pins). | | | | | | | | |
| 15    | Autre : - Arrêts non accessibles aux UFR : — - Amplitudes horaires : La ligne fonctionne du lundi au samedi de 9 h 40 à 16 h 15 environ. - Particularités : En période estivale, la ligne fonctionne du lundi au dimanche de 7 h 30 à 19 h 20. - Date de dernière mise à jour : 3 avril 2023. | | | | | | | | |
| 15    | Dernière actualisation : — | | | | | | | | |
| 16    | Antibes — Place Guynemer ⥋ Antibes — Fontonne | Antibes — Place Guynemer ⥋ Antibes — Fontonne | Antibes — Place Guynemer ⥋ Antibes — Fontonne | Antibes — Place Guynemer ⥋ Antibes — Fontonne | Antibes — Place Guynemer ⥋ Antibes — Fontonne | Antibes — Place Guynemer ⥋ Antibes — Fontonne | Antibes — Place Guynemer ⥋ Antibes — Fontonne | Antibes — Place Guynemer ⥋ Antibes — Fontonne | Antibes — Place Guynemer ⥋ Antibes — Fontonne |
| 16    | Ouverture / Fermeture 1er janvier 2006 / — | Longueur 3,3 km | Durée 15 min | Nb. d’arrêts 14 | Matériel Minibus | Jours de fonctionnement L, Ma, Me, J, V, S | Jour / Soir / Nuit / Fêtes O / N / N / N | Voy. / an — | Exploitant Keolis Sophia Antipolis |
| 16    | Desserte : - Villes et lieux desservis : Antibes (Antibes Centre, Pôle d'Echanges, Les Phalènes, Collège de la Fontonne, Fontonne). - Gares desservies : Gare d'Antibes (Arrêt : Pôle d'Echanges). | | | | | | | | |
| 16    | Autre : - Arrêts non accessibles aux UFR : — - Amplitudes horaires : La ligne fonctionne du lundi au samedi de 7 h 25 à 19 h 45 environ. - Date de dernière mise à jour : 3 avril 2023. | | | | | | | | |
| 16    | Dernière actualisation : — | | | | | | | | |
| 17    | (Circulaire) Vallauris — Villa Chrétien ⥋ via Hauts de Vallauris, Puissanton, La Zaïne, Hôpital | (Circulaire) Vallauris — Villa Chrétien ⥋ via Hauts de Vallauris, Puissanton, La Zaïne, Hôpital                                                        | (Circulaire) Vallauris — Villa Chrétien ⥋ via Hauts de Vallauris, Puissanton, La Zaïne, Hôpital                                                        | (Circulaire) Vallauris — Villa Chrétien ⥋ via Hauts de Vallauris, Puissanton, La Zaïne, Hôpital                                                        | (Circulaire) Vallauris — Villa Chrétien ⥋ via Hauts de Vallauris, Puissanton, La Zaïne, Hôpital                                                        | (Circulaire) Vallauris — Villa Chrétien ⥋ via Hauts de Vallauris, Puissanton, La Zaïne, Hôpital                                                        | (Circulaire) Vallauris — Villa Chrétien ⥋ via Hauts de Vallauris, Puissanton, La Zaïne, Hôpital                                                        | (Circulaire) Vallauris — Villa Chrétien ⥋ via Hauts de Vallauris, Puissanton, La Zaïne, Hôpital                                                        | (Circulaire) Vallauris — Villa Chrétien ⥋ via Hauts de Vallauris, Puissanton, La Zaïne, Hôpital                                                        |
| 17    | Ouverture / Fermeture 1er janvier 2006 / — | Longueur 15,5 km | Durée 38 min | Nb. d’arrêts 24 (31) | Matériel Minibus | Jours de fonctionnement L, Ma, Me, J, V, S, D | Jour / Soir / Nuit / Fêtes O / N / N / N | Voy. / an — | Exploitant Keolis Sophia Antipolis |
| 17    | Desserte : - Villes et lieux desservis : Vallauris (Villa Chrétien, Hauts de Vallauris, Centre héliomarin, Puissanton, La Zaïne, Collège Picasso, Hôpital, Place Cavasse, Centre Social, Square Garino (corres. ligne 9 Palm Bus), Ecole Langevin) et Le Cannet (Centre héliomarin). - Gares desservies : | | | | | | | | |
| 17    | Autre : - Arrêts non accessibles aux UFR : — - Amplitudes horaires : La ligne fonctionne du lundi au samedi de 6 h 20 à 19 h 30 et les dimanches et fêtes de 7 h 10 à 13 h 30 environ. - Particularités : La ligne 17 comporte deux boucles, nord et sud. - Date de dernière mise à jour : 3 avril 2023. | | | | | | | | |
| 17    | Dernière actualisation : — | | | | | | | | |
| 18    | Vallauris — Villa Chrétien ⥋ Cannes — Boulevard d'Alsace | Vallauris — Villa Chrétien ⥋ Cannes — Boulevard d'Alsace                                                                                               | Vallauris — Villa Chrétien ⥋ Cannes — Boulevard d'Alsace                                                                                               | Vallauris — Villa Chrétien ⥋ Cannes — Boulevard d'Alsace                                                                                               | Vallauris — Villa Chrétien ⥋ Cannes — Boulevard d'Alsace                                                                                               | Vallauris — Villa Chrétien ⥋ Cannes — Boulevard d'Alsace                                                                                               | Vallauris — Villa Chrétien ⥋ Cannes — Boulevard d'Alsace                                                                                               | Vallauris — Villa Chrétien ⥋ Cannes — Boulevard d'Alsace                                                                                               | Vallauris — Villa Chrétien ⥋ Cannes — Boulevard d'Alsace                                                                                               |
| 18    | Ouverture / Fermeture 1er janvier 2006 / — | Longueur 9,8 km | Durée 25 min | Nb. d’arrêts 21 | Matériel Midibus | Jours de fonctionnement L, Ma, Me, J, V, S, D | Jour / Soir / Nuit / Fêtes O / N / N / O | Voy. / an — | Exploitant Keolis Sophia Antipolis |
| 18    | Desserte : - Villes et lieux desservis : Vallauris (Place de la Libération, Place Cavasse, Fournas (corres. ligne Palm Bus 9, Square Nabonnand, Pont de l'Aube), Cannes (Pont des Gabres (corres. ligne Palm Bus 21 et Presqu'île et ligne 200 CG06, Bd d'Alsace). - Gares desservies : Golfe Juan (Arrêt : Square Nabonnand) et Gare de Cannes (Arrêt : Bd d'Alsace). | | | | | | | | |
| 18    | Autre : - Arrêts non accessibles aux UFR : — - Amplitudes horaires : La ligne fonctionne du lundi au vendredi de 7 h à 20 h 15, le samedi de 7 h 30 à 20 h 5, et les dimanches et fêtes de 7 h à 20 h 15 environ. - Particularités : - La ligne dessert des arrêts sur la commune de Cannes située en dehors du ressort territorial et une interdiction de trafic local s'y applique : en direction de Cannes il est interdit de monter aux arrêts intermédiaires sur cette commune et en direction de Vallauris c'est la descente qui est interdite ; - En période scolaire, un renfort dessert les établissements scolaires de Cannes en sens aller le matin uniquement. - Date de dernière mise à jour : 3 avril 2023. | | | | | | | | |
| 18    | Dernière actualisation : — | | | | | | | | |
| 19    | Vallauris — Villa Chrétien ⥋ Antibes — Foyer Le Roc | Vallauris — Villa Chrétien ⥋ Antibes — Foyer Le Roc | Vallauris — Villa Chrétien ⥋ Antibes — Foyer Le Roc | Vallauris — Villa Chrétien ⥋ Antibes — Foyer Le Roc | Vallauris — Villa Chrétien ⥋ Antibes — Foyer Le Roc | Vallauris — Villa Chrétien ⥋ Antibes — Foyer Le Roc | Vallauris — Villa Chrétien ⥋ Antibes — Foyer Le Roc | Vallauris — Villa Chrétien ⥋ Antibes — Foyer Le Roc | Vallauris — Villa Chrétien ⥋ Antibes — Foyer Le Roc |
| 19    | Ouverture / Fermeture 1er janvier 2006 / — | Longueur 9,9 km | Durée 25 min | Nb. d’arrêts 30 | Matériel Midibus | Jours de fonctionnement L, Ma, Me, J, V, S | Jour / Soir / Nuit / Fêtes O / N / N / N | Voy. / an — | Exploitant Keolis Sophia Antipolis |
| 19    | Desserte : - Villes et lieux desservis : Vallauris (Place de la Libération, Place Cavasse, Hôpital, La Zaïne, Zone de St Bernard), Antibes (Chapelles des Combes, École Super Antibes, Super Antibes, Foyer Le Roc, Lycée de Vinci). - Gares desservies : | | | | | | | | |
| 19    | Autre : - Arrêts non accessibles aux UFR : — - Amplitudes horaires : La ligne fonctionne du lundi au vendredi de 6 h 30 à 20 h 50 et le samedi de 7 h à 20 h 40 environ. - Date de dernière mise à jour : 3 avril 2023. | | | | | | | | |
| 19    | Dernière actualisation : — | | | | | | | | |
| 20    | Vallauris — Villa Chrétien ou Square Nabonnand ⥋ Gare routière de Valbonne/Sophia Antipolis | Vallauris — Villa Chrétien ou Square Nabonnand ⥋ Gare routière de Valbonne/Sophia Antipolis                                                            | Vallauris — Villa Chrétien ou Square Nabonnand ⥋ Gare routière de Valbonne/Sophia Antipolis                                                            | Vallauris — Villa Chrétien ou Square Nabonnand ⥋ Gare routière de Valbonne/Sophia Antipolis                                                            | Vallauris — Villa Chrétien ou Square Nabonnand ⥋ Gare routière de Valbonne/Sophia Antipolis                                                            | Vallauris — Villa Chrétien ou Square Nabonnand ⥋ Gare routière de Valbonne/Sophia Antipolis                                                            | Vallauris — Villa Chrétien ou Square Nabonnand ⥋ Gare routière de Valbonne/Sophia Antipolis                                                            | Vallauris — Villa Chrétien ou Square Nabonnand ⥋ Gare routière de Valbonne/Sophia Antipolis                                                            | Vallauris — Villa Chrétien ou Square Nabonnand ⥋ Gare routière de Valbonne/Sophia Antipolis                                                            |
| 20    | Ouverture / Fermeture 1er janvier 2006 / — | Longueur Entre 13,3 et 16,1 km | Durée 27 ou 40 min | Nb. d’arrêts 30 ou 37 | Matériel Midibus | Jours de fonctionnement L, Ma, Me, J, V | Jour / Soir / Nuit / Fêtes O / N / N / N | Voy. / an — | Exploitant Keolis Sophia Antipolis |
| 20    | Desserte : - Villes et lieux desservis : Vallauris (Square Nabonnand, Fournas (corres. ligne Palm Bus 9), Place Cavasse, Place de la Libération, Villa Chrétien, Hôpital, Zone de St Bernard), Sophia Antipolis (Espaces de Sophia, SKEMA Buisiness School, Collège Eganaude, Nautipolis, Garbejaïre). - Gares desservies : Golfe Juan (Arrêt : Square Nabonnand). | | | | | | | | |
| 20    | Autre : - Arrêts non accessibles aux UFR : — - Amplitudes horaires : La ligne fonctionne du lundi au vendredi de 6 h 20 à 19 h 50 environ. - Particularités : - La branche vers Square Nabonnand est desservie à raison de deux services sur cinq ; - Le premier aller-retour est assuré sous la forme d'un service entre Square Nabonnand et Villa Chrétien. - Date de dernière mise à jour : 3 avril 2023. | | | | | | | | |
| 20    | Dernière actualisation : — | | | | | | | | |
| 21    | (Circulaire) Antibes — Foyer le Roc ⥋ via Saint-Philippe et Biot 3000 | (Circulaire) Antibes — Foyer le Roc ⥋ via Saint-Philippe et Biot 3000                                                                                  | (Circulaire) Antibes — Foyer le Roc ⥋ via Saint-Philippe et Biot 3000                                                                                  | (Circulaire) Antibes — Foyer le Roc ⥋ via Saint-Philippe et Biot 3000                                                                                  | (Circulaire) Antibes — Foyer le Roc ⥋ via Saint-Philippe et Biot 3000                                                                                  | (Circulaire) Antibes — Foyer le Roc ⥋ via Saint-Philippe et Biot 3000                                                                                  | (Circulaire) Antibes — Foyer le Roc ⥋ via Saint-Philippe et Biot 3000                                                                                  | (Circulaire) Antibes — Foyer le Roc ⥋ via Saint-Philippe et Biot 3000                                                                                  | (Circulaire) Antibes — Foyer le Roc ⥋ via Saint-Philippe et Biot 3000                                                                                  |
| 21    | Ouverture / Fermeture janvier 2014 / — | Longueur 16,4 km | Durée 45 min | Nb. d’arrêts 27 | Matériel Midibus | Jours de fonctionnement L, Ma, Me, J, V | Jour / Soir / Nuit / Fêtes O / N / N / N | Voy. / an — | Exploitant Keolis Sophia Antipolis |
| 21    | Desserte : - Villes et lieux desservis : Antibes (Foyer le Roc, Lycée de Vinci, Stade des 3 Moulins), Biot (Les Chappes, Templiers, Musée F. Léger, Biot 3000, Les Quatre Chemins, Pont Muratore). - Gares desservies : | | | | | | | | |
| 21    | Autre : - Arrêts non accessibles aux UFR : — - Amplitudes horaires : La ligne fonctionne du lundi au vendredi à raison de six allers-retours par jour, trois le matin et trois le soir. - Particularités : En heures creuses, c'est le service Icilà qui dessert le secteur de la ligne 21. - Date de dernière mise à jour : 3 avril 2023. | | | | | | | | |
| 21    | Dernière actualisation : — | | | | | | | | |
| 22    | Antibes — Foyer le Roc ⥋ Valbonne — Bel Air | Antibes — Foyer le Roc ⥋ Valbonne — Bel Air | Antibes — Foyer le Roc ⥋ Valbonne — Bel Air | Antibes — Foyer le Roc ⥋ Valbonne — Bel Air | Antibes — Foyer le Roc ⥋ Valbonne — Bel Air | Antibes — Foyer le Roc ⥋ Valbonne — Bel Air | Antibes — Foyer le Roc ⥋ Valbonne — Bel Air | Antibes — Foyer le Roc ⥋ Valbonne — Bel Air | Antibes — Foyer le Roc ⥋ Valbonne — Bel Air |
| 22    | Ouverture / Fermeture 1er janvier 2006 / — | Longueur 18,6 km | Durée 45 (50) min | Nb. d’arrêts 41 (43) | Matériel Midibus | Jours de fonctionnement L, Ma, Me, J, V, S | Jour / Soir / Nuit / Fêtes O / N / N / N | Voy. / an — | Exploitant Keolis Sophia Antipolis |
| 22    | Desserte : - Villes et lieux desservis : Antibes (Foyer le Roc, Lycée de Vinci, Stade des 3 Moulins), Biot (Les Chappes, Templiers), Sophia Antipolis (INRIA, Collège eganaude, Nautipolis, Garbejaïre, Gare Routière, C.I.V), Valbonne (Val Martin, Val de Cuberte, Valbonne Village, Lycée S. Veil). - Gares desservies : | | | | | | | | |
| 22    | Autre : - Arrêts non accessibles aux UFR : — - Amplitudes horaires : La ligne fonctionne du lundi au vendredi de 6 h 35 à 20 h et le samedi de 7 h 5 à 19 h 40 environ. - Particularités : Du lundi au vendredi, à raison d'un aller le matin et un retour le soir, la ligne dessert le campus Atman. - Date de dernière mise à jour : 3 avril 2023. | | | | | | | | |
| 22    | Dernière actualisation : — | | | | | | | | |
| 23    | Pôle d'échanges d'Antibes ⥋ La Colle-sur-Loup — Rond-Point des Arnoux | Pôle d'échanges d'Antibes ⥋ La Colle-sur-Loup — Rond-Point des Arnoux                                                                                  | Pôle d'échanges d'Antibes ⥋ La Colle-sur-Loup — Rond-Point des Arnoux                                                                                  | Pôle d'échanges d'Antibes ⥋ La Colle-sur-Loup — Rond-Point des Arnoux                                                                                  | Pôle d'échanges d'Antibes ⥋ La Colle-sur-Loup — Rond-Point des Arnoux                                                                                  | Pôle d'échanges d'Antibes ⥋ La Colle-sur-Loup — Rond-Point des Arnoux                                                                                  | Pôle d'échanges d'Antibes ⥋ La Colle-sur-Loup — Rond-Point des Arnoux                                                                                  | Pôle d'échanges d'Antibes ⥋ La Colle-sur-Loup — Rond-Point des Arnoux                                                                                  | Pôle d'échanges d'Antibes ⥋ La Colle-sur-Loup — Rond-Point des Arnoux                                                                                  |
| 23    | Ouverture / Fermeture 1er janvier 2006 / — | Longueur 16,2 km | Durée 35 min | Nb. d’arrêts 39 (34) | Matériel Midibus | Jours de fonctionnement L, Ma, Me, J, V, S, D | Jour / Soir / Nuit / Fêtes O / N / N / O | Voy. / an — | Exploitant Keolis Sophia Antipolis |
| 23    | Desserte : - Villes et lieux desservis : Antibes (Pôle d'Echanges, - Stade Nautique, Théâtre Anthéa, Coopérative Agricole, Lycée Horticole, Centre Hopsitalier ou Les Phalènes, Petit Four -), Biot (Gare de Biot), Villeneuve-Loubet (Parc de Vaugrenier, Gare de Villeneuve, Deux Rives, Saint Andrieux, Collège Romée, St Georges (Villeneuve Village), La Colle-sur-Loup (Montmeuille, Collège Y. Klein, Rond-Point des Arnoux). - Gares desservies : Gare de Biot (Arrêt de Biot) et Gare de Villeneuve-Loubet (Arrêt : Gare SNCF de Villeneuve-Loubet). | | | | | | | | |
| 23    | Autre : - Arrêts non accessibles aux UFR : — - Amplitudes horaires : La ligne fonctionne du lundi au vendredi de 7 h à 19 h 50 et les weekends et jours fériés à raison de six allers-retours par jour. - Particularités : - La ligne dessert Petit Four (avenue de Nice) à raison de deux services sur quatre du lundi au vendredi ; - Quelques services sont limités au trajet entre Antibes et Saint-Georges du lundi au vendredi. - Date de dernière mise à jour : 3 avril 2023. | | | | | | | | |
| 23    | Dernière actualisation : — | | | | | | | | |
| 26    | Villeneuve-Loubet — Hameaux du Soleil ou Parc des Rives du Loup Nord ⥋ Gare routière de Valbonne/Sophia Antipolis (Saint-Philippe à certains services) | Villeneuve-Loubet — Hameaux du Soleil ou Parc des Rives du Loup Nord ⥋ Gare routière de Valbonne/Sophia Antipolis (Saint-Philippe à certains services) | Villeneuve-Loubet — Hameaux du Soleil ou Parc des Rives du Loup Nord ⥋ Gare routière de Valbonne/Sophia Antipolis (Saint-Philippe à certains services) | Villeneuve-Loubet — Hameaux du Soleil ou Parc des Rives du Loup Nord ⥋ Gare routière de Valbonne/Sophia Antipolis (Saint-Philippe à certains services) | Villeneuve-Loubet — Hameaux du Soleil ou Parc des Rives du Loup Nord ⥋ Gare routière de Valbonne/Sophia Antipolis (Saint-Philippe à certains services) | Villeneuve-Loubet — Hameaux du Soleil ou Parc des Rives du Loup Nord ⥋ Gare routière de Valbonne/Sophia Antipolis (Saint-Philippe à certains services) | Villeneuve-Loubet — Hameaux du Soleil ou Parc des Rives du Loup Nord ⥋ Gare routière de Valbonne/Sophia Antipolis (Saint-Philippe à certains services) | Villeneuve-Loubet — Hameaux du Soleil ou Parc des Rives du Loup Nord ⥋ Gare routière de Valbonne/Sophia Antipolis (Saint-Philippe à certains services) | Villeneuve-Loubet — Hameaux du Soleil ou Parc des Rives du Loup Nord ⥋ Gare routière de Valbonne/Sophia Antipolis (Saint-Philippe à certains services) |
| 26    | Ouverture / Fermeture 1er janvier 2006 / — | Longueur Entre 18 et 22 km | Durée 45 min | Nb. d’arrêts 28 (33) | Matériel Standards | Jours de fonctionnement L, Ma, Me, J, V | Jour / Soir / Nuit / Fêtes O / N / N / N | Voy. / an — | Exploitant Keolis Sophia Antipolis |
| 26    | Desserte : - Villes et lieux desservis : Villeneuve-Loubet (Hameaux du Soleil, St Georges (Villeneuve Village), Mardaric, Camping du Sourire), Roquefort-les-Pins (Colle Longue, Mairie, stade, Collège César), Valbonne (Lycée S. Veil, Bois de Valbonne), Sophia Antipolis (Gare Routière, C.I.V, Garbejaïre, Nautipolis, Collège Eganaude, Templiers). - Gares desservies : | | | | | | | | |
| 26    | Autre : - Arrêts non accessibles aux UFR : — - Amplitudes horaires : La ligne fonctionne : - du lundi au vendredi en période scolaire de 7 h à 9 h 40 puis de 11 h 10 à 13 h (le mercredi) puis de 15 h 15 à 19 h 45 environ ; - du lundi au vendredi en période de vacances scolaires à raison de deux allers-retours en minibus Icilà sans réservation. - Particularités : - L'arrêt Parc des Rives du Loup Nord est desservi en période scolaire à raison de deux allers-retours par jour ; - Deux à trois allers-retours par jour sont prolongés jusqu'à Saint-Philippe en période scolaire. - Date de dernière mise à jour : 1er avril 2023.                                                                         | | | | | | | | |
| 26    | Dernière actualisation : — | | | | | | | | |
| 28    | Gare SNCF Cagnes-sur-Mer ⥋ Villeneuve-Loubet — Amadeus | Gare SNCF Cagnes-sur-Mer ⥋ Villeneuve-Loubet — Amadeus                                                                                                 | Gare SNCF Cagnes-sur-Mer ⥋ Villeneuve-Loubet — Amadeus                                                                                                 | Gare SNCF Cagnes-sur-Mer ⥋ Villeneuve-Loubet — Amadeus                                                                                                 | Gare SNCF Cagnes-sur-Mer ⥋ Villeneuve-Loubet — Amadeus                                                                                                 | Gare SNCF Cagnes-sur-Mer ⥋ Villeneuve-Loubet — Amadeus                                                                                                 | Gare SNCF Cagnes-sur-Mer ⥋ Villeneuve-Loubet — Amadeus                                                                                                 | Gare SNCF Cagnes-sur-Mer ⥋ Villeneuve-Loubet — Amadeus                                                                                                 | Gare SNCF Cagnes-sur-Mer ⥋ Villeneuve-Loubet — Amadeus                                                                                                 |
| 28    | Ouverture / Fermeture 12 décembre 2016 / — | Longueur 4,4 km | Durée 15 min | Nb. d’arrêts 5 | Matériel Midibus | Jours de fonctionnement L, Ma, Me, J, V | Jour / Soir / Nuit / Fêtes O / N / N / N | Voy. / an — | Exploitant Keolis Sophia Antipolis |
| 28    | Desserte : - Villes et lieux desservis : Cagnes-sur-Mer (Gare SNCF), Villeneuve-Loubet (Bel Air, Jack Kilby). - Gares desservies : Gare de Cagnes-sur-Mer (Arrêt : Gare SNCF Cagnes, corres. lignes Lignes d'Azur 42, 49) | | | | | | | | |
| 28    | Autre : - Arrêts non accessibles aux UFR : — - Amplitudes horaires : La ligne fonctionne du lundi au vendredi de 7 h 55 à 9 h 35 puis de 16 h 50 à 18 h 40 environ. - Particularités : La ligne dessert des arrêts sur la commune de Cagnes-sur-Mer située en dehors du ressort territorial. - Date de dernière mise à jour : 3 avril 2023. | | | | | | | | |
| 28    | Dernière actualisation : — | | | | | | | | |
| 30/31 | (Circulaire) Pôle d'échanges d'Antibes ⥋ via Antibes Centre, Juan-les-Pins, Tradelière, St Jean, Croix Rouge, Cimetière Rabiac Haut | (Circulaire) Pôle d'échanges d'Antibes ⥋ via Antibes Centre, Juan-les-Pins, Tradelière, St Jean, Croix Rouge, Cimetière Rabiac Haut                    | (Circulaire) Pôle d'échanges d'Antibes ⥋ via Antibes Centre, Juan-les-Pins, Tradelière, St Jean, Croix Rouge, Cimetière Rabiac Haut                    | (Circulaire) Pôle d'échanges d'Antibes ⥋ via Antibes Centre, Juan-les-Pins, Tradelière, St Jean, Croix Rouge, Cimetière Rabiac Haut                    | (Circulaire) Pôle d'échanges d'Antibes ⥋ via Antibes Centre, Juan-les-Pins, Tradelière, St Jean, Croix Rouge, Cimetière Rabiac Haut                    | (Circulaire) Pôle d'échanges d'Antibes ⥋ via Antibes Centre, Juan-les-Pins, Tradelière, St Jean, Croix Rouge, Cimetière Rabiac Haut                    | (Circulaire) Pôle d'échanges d'Antibes ⥋ via Antibes Centre, Juan-les-Pins, Tradelière, St Jean, Croix Rouge, Cimetière Rabiac Haut                    | (Circulaire) Pôle d'échanges d'Antibes ⥋ via Antibes Centre, Juan-les-Pins, Tradelière, St Jean, Croix Rouge, Cimetière Rabiac Haut                    | (Circulaire) Pôle d'échanges d'Antibes ⥋ via Antibes Centre, Juan-les-Pins, Tradelière, St Jean, Croix Rouge, Cimetière Rabiac Haut                    |
| 30/31 | Ouverture / Fermeture 1er janvier 2006 / — | Longueur 14,5 km | Durée 50 min | Nb. d’arrêts 50 | Matériel Midibus | Jours de fonctionnement L, Ma, Me, J, V, S, D | Jour / Soir / Nuit / Fêtes O / N / N / O | Voy. / an — | Exploitant Keolis Sophia Antipolis |
| 30/31 | Desserte : - Villes et lieux desservis : Antibes (Pôle d'Echanges, Centre-ville, Palais des Congrès, Tradelière, Plateau Fleuri, Goya, Croix Rouge, Bastides, Chapelle des Combes, Cimetière Rabiac Haut) - Gares desservies : Gare d'Antibes (Arrêt : Pôle d'Echanges) et Gare de Juan-les-Pins (Arrêt : Ruban Bleu). | | | | | | | | |
| 30/31 | Autre : - Arrêts non accessibles aux UFR : — - Amplitudes horaires : La ligne fonctionne du lundi au samedi de 6 h 40 à 20 h 40 et les dimanches et fêtes de 8 h 10 à 20 h 50 environ. - Particularités : La ligne 30/31, nommée ligne 3 jusqu'en 2014, est une ligne circulaire portant le numéro 30 en sens horaire et 31 en sens anti-horaire. - Date de dernière mise à jour : 3 avril 2023. | | | | | | | | |
| 30/31 | Dernière actualisation : — | | | | | | | | |

### Ligne spéciale
| Ligne | Caractéristiques | Caractéristiques                                                      | Caractéristiques                                                      | Caractéristiques                                                      | Caractéristiques                                                      | Caractéristiques                                                      | Caractéristiques                                                      | Caractéristiques                                                      | Caractéristiques                                                      |
| FDO   | Navette FDO | Navette FDO                                                           | Navette FDO                                                           | Navette FDO                                                           | Navette FDO                                                           | Navette FDO                                                           | Navette FDO                                                           | Navette FDO                                                           | Navette FDO                                                           |
| FDO   | Gare routière de Valbonne/Sophia-Antipolis ⥋ Mougins — Font de l'Orme | Gare routière de Valbonne/Sophia-Antipolis ⥋ Mougins — Font de l'Orme | Gare routière de Valbonne/Sophia-Antipolis ⥋ Mougins — Font de l'Orme | Gare routière de Valbonne/Sophia-Antipolis ⥋ Mougins — Font de l'Orme | Gare routière de Valbonne/Sophia-Antipolis ⥋ Mougins — Font de l'Orme | Gare routière de Valbonne/Sophia-Antipolis ⥋ Mougins — Font de l'Orme | Gare routière de Valbonne/Sophia-Antipolis ⥋ Mougins — Font de l'Orme | Gare routière de Valbonne/Sophia-Antipolis ⥋ Mougins — Font de l'Orme | Gare routière de Valbonne/Sophia-Antipolis ⥋ Mougins — Font de l'Orme |
| ----- | --- | --------------------------------------------------------------------- | --------------------------------------------------------------------- | --------------------------------------------------------------------- | --------------------------------------------------------------------- | --------------------------------------------------------------------- | --------------------------------------------------------------------- | --------------------------------------------------------------------- | --------------------------------------------------------------------- |
| FDO   | Ouverture / Fermeture 1er juillet 2019 / — | Longueur —                                                            | Durée 15 min                                                          | Nb. d’arrêts 6                                                        | Matériel Midibus                                                      | Jours de fonctionnement L, Ma, Me, J, V                               | Jour / Soir / Nuit / Fêtes O / N / N / N                              | Voy. / an —                                                           | Exploitant Keolis Sophia Antipolis                                    |
| FDO   | Desserte : - Villes et lieux desservis : Valbonne (Gare Routière Sophia Antipolis) et Mougins (Font de l'Orme, Mougins School). - Gares desservies : Gare d'Antibes |                                                                       |                                                                       |                                                                       |                                                                       |                                                                       |                                                                       |                                                                       |                                                                       |
| FDO   | Autre : - Arrêts non accessibles aux UFR : — - Amplitudes horaires : La ligne fonctionne du lundi au vendredi de 7 h 40 à 19 h 40 environ. - Particularités : C'est un ancien service de transport à la demande à horaire prédéfini, devenu une ligne régulière pour plus de clarté. - Date de dernière mise à jour : 3 avril 2023. |                                                                       |                                                                       |                                                                       |                                                                       |                                                                       |                                                                       |                                                                       |                                                                       |
| FDO   | Dernière actualisation : — |                                                                       |                                                                       |                                                                       |                                                                       |                                                                       |                                                                       |                                                                       |                                                                       |

### Navettes Estivales
| Ligne  | Caractéristiques | Caractéristiques                                                                                  | Caractéristiques                                                                                  | Caractéristiques                                                                                  | Caractéristiques                                                                                  | Caractéristiques                                                                                  | Caractéristiques                                                                                  | Caractéristiques                                                                                  | Caractéristiques                                                                                  |
| Biot   | (Circulaire) Biot — Village ⥋ via Parking des Bachettes, Musée F. Léger, Marineland, Gare de Biot | (Circulaire) Biot — Village ⥋ via Parking des Bachettes, Musée F. Léger, Marineland, Gare de Biot | (Circulaire) Biot — Village ⥋ via Parking des Bachettes, Musée F. Léger, Marineland, Gare de Biot | (Circulaire) Biot — Village ⥋ via Parking des Bachettes, Musée F. Léger, Marineland, Gare de Biot | (Circulaire) Biot — Village ⥋ via Parking des Bachettes, Musée F. Léger, Marineland, Gare de Biot | (Circulaire) Biot — Village ⥋ via Parking des Bachettes, Musée F. Léger, Marineland, Gare de Biot | (Circulaire) Biot — Village ⥋ via Parking des Bachettes, Musée F. Léger, Marineland, Gare de Biot | (Circulaire) Biot — Village ⥋ via Parking des Bachettes, Musée F. Léger, Marineland, Gare de Biot | (Circulaire) Biot — Village ⥋ via Parking des Bachettes, Musée F. Léger, Marineland, Gare de Biot |
| ------ | --- | ------------------------------------------------------------------------------------------------- | ------------------------------------------------------------------------------------------------- | ------------------------------------------------------------------------------------------------- | ------------------------------------------------------------------------------------------------- | ------------------------------------------------------------------------------------------------- | ------------------------------------------------------------------------------------------------- | ------------------------------------------------------------------------------------------------- | ------------------------------------------------------------------------------------------------- |
| Biot   | Ouverture / Fermeture — / — | Longueur —                                                                                        | Durée 17 min                                                                                      | Nb. d’arrêts 13                                                                                   | Matériel Minibus                                                                                  | Jours de fonctionnement L, Ma, Me, J, V, S, D                                                     | Jour / Soir / Nuit / Fêtes O / N / N / O                                                          | Voy. / an —                                                                                       | Exploitant Keolis Sophia Antipolis                                                                |
| Biot   | Desserte : - Villes et lieux desservis : Navette de Biot : Biot Village > Parking des Bachettes > Complexe Sportif Gilardi > Chemin des Cabots > St. Pierre > F. Léger > Château de la Brague <> Marineland > Gare de Biot > Marineland > Château de la Brague > F. Léger > St. Pierre > Chemin des Cabots > Biot 3000 > Chemin de la Fontanette > Quatre Chemins > Biot Village. - Gares desservies : Gare de Biot (Arrêt : Gare SNCF de Biot). |                                                                                                   |                                                                                                   |                                                                                                   |                                                                                                   |                                                                                                   |                                                                                                   |                                                                                                   |                                                                                                   |
| Biot   | Autre : - Arrêts non accessibles aux UFR : — - Amplitudes horaires : La ligne fonctionne du lundi au dimanche de 10 h 30 à 21 h 10, à raison d'un bus toutes les 20 min. - Particularités : Le jeudi, pour desservir les Nocturnes d'Arts de Biot, la ligne circule jusqu'à 23h50 (le dernier départ étant 23h30). - Date de dernière mise à jour : 6 août 2017. |                                                                                                   |                                                                                                   |                                                                                                   |                                                                                                   |                                                                                                   |                                                                                                   |                                                                                                   |                                                                                                   |
| Biot   | Dernière actualisation : — |                                                                                                   |                                                                                                   |                                                                                                   |                                                                                                   |                                                                                                   |                                                                                                   |                                                                                                   |                                                                                                   |
| Golfe  | (Circulaire) Golfe-Juan — Square Nabonnand ⥋ via Port de Golfe, Golfe Centre | (Circulaire) Golfe-Juan — Square Nabonnand ⥋ via Port de Golfe, Golfe Centre                      | (Circulaire) Golfe-Juan — Square Nabonnand ⥋ via Port de Golfe, Golfe Centre                      | (Circulaire) Golfe-Juan — Square Nabonnand ⥋ via Port de Golfe, Golfe Centre                      | (Circulaire) Golfe-Juan — Square Nabonnand ⥋ via Port de Golfe, Golfe Centre                      | (Circulaire) Golfe-Juan — Square Nabonnand ⥋ via Port de Golfe, Golfe Centre                      | (Circulaire) Golfe-Juan — Square Nabonnand ⥋ via Port de Golfe, Golfe Centre                      | (Circulaire) Golfe-Juan — Square Nabonnand ⥋ via Port de Golfe, Golfe Centre                      | (Circulaire) Golfe-Juan — Square Nabonnand ⥋ via Port de Golfe, Golfe Centre                      |
| Golfe  | Ouverture / Fermeture — / — | Longueur —                                                                                        | Durée 40 min                                                                                      | Nb. d’arrêts 22                                                                                   | Matériel Minibus                                                                                  | Jours de fonctionnement L, Ma, Me, J, V, S, D                                                     | Jour / Soir / Nuit / Fêtes O / N / N / O                                                          | Voy. / an —                                                                                       | Exploitant Keolis Sophia Antipolis                                                                |
| Golfe  | Desserte : - Villes et lieux desservis : Navette de Golfe-Juan : Golfe-Juan Square Nabonnand > Villa Lucienne > Pont de l'Aube > Plage Pascallin > Arrêts à la demande le long de la ligne bleue > Vieux Port > Stèle Napoléon > Port C. Rayon > Théâtre de la Mer > Port C. Rayon > Stèle Napoléon > Vieux Port > Plage Pascallin > Pont de l'Aube > Villa Lucienne > Square Nabonnand > Gare SNCF Golfe-Juan, uniquement sur demande auprès du conducteur > Gabelle > Courcette > Arrêts à la demande le long de la ligne bleue > G. Pompidou > Parking Pépino > Terrain de Boules > Golfe-Juan Square Nabonnand. - Gares desservies : Gare de Golfe-Juan (Arrêt : Gare SNCF de Golfe-Juan, uniquement sur demande auprès du conducteur). |                                                                                                   |                                                                                                   |                                                                                                   |                                                                                                   |                                                                                                   |                                                                                                   |                                                                                                   |                                                                                                   |
| Golfe  | Autre : - Arrêts non accessibles aux UFR : — - Amplitudes horaires : La ligne fonctionne du lundi au dimanche de 8 h 00 à 18 h 30, à raison d'un bus toutes les 45 min. - Particularités : - Date de dernière mise à jour : 6 août 2017. |                                                                                                   |                                                                                                   |                                                                                                   |                                                                                                   |                                                                                                   |                                                                                                   |                                                                                                   |                                                                                                   |
| Golfe  | Dernière actualisation : — |                                                                                                   |                                                                                                   |                                                                                                   |                                                                                                   |                                                                                                   |                                                                                                   |                                                                                                   |                                                                                                   |
| Été VL | (Circulaire) Villeneuve-Loubet — Espères ⥋ via Villeneuve Village et Marina Baie des Anges | (Circulaire) Villeneuve-Loubet — Espères ⥋ via Villeneuve Village et Marina Baie des Anges        | (Circulaire) Villeneuve-Loubet — Espères ⥋ via Villeneuve Village et Marina Baie des Anges        | (Circulaire) Villeneuve-Loubet — Espères ⥋ via Villeneuve Village et Marina Baie des Anges        | (Circulaire) Villeneuve-Loubet — Espères ⥋ via Villeneuve Village et Marina Baie des Anges        | (Circulaire) Villeneuve-Loubet — Espères ⥋ via Villeneuve Village et Marina Baie des Anges        | (Circulaire) Villeneuve-Loubet — Espères ⥋ via Villeneuve Village et Marina Baie des Anges        | (Circulaire) Villeneuve-Loubet — Espères ⥋ via Villeneuve Village et Marina Baie des Anges        | (Circulaire) Villeneuve-Loubet — Espères ⥋ via Villeneuve Village et Marina Baie des Anges        |
| Été VL | Ouverture / Fermeture 10 juillet 2017 / — | Longueur —                                                                                        | Durée 55 min                                                                                      | Nb. d’arrêts 21                                                                                   | Matériel Trafic III                                                                               | Jours de fonctionnement L, Ma, Me, J, V, S, D                                                     | Jour / Soir / Nuit / Fêtes O / N / N / O                                                          | Voy. / an —                                                                                       | Exploitant Keolis Sophia Antipolis                                                                |
| Été VL | Desserte : - Villes et lieux desservis : Navette de Villeneuve-Loubet : Espères > Bastide Longue > Parc Icard > St Georges (Villeneuve Village) > Place de Gaulle > Village > La Poste > Ferrayonnes > Coralines > Ferrayonnes > La Poste > Village > Mardaric > Collège Romée > Cimetière Fabregourdiers > Plans > St Andrieu > Mairie Annexe > France Outremer > Bouche du Loup > Centre Nautique > Marina > Chaminadas> Marina SNCF > Pompiers et retour. - Gares desservies : |                                                                                                   |                                                                                                   |                                                                                                   |                                                                                                   |                                                                                                   |                                                                                                   |                                                                                                   |                                                                                                   |
| Été VL | Autre : - Arrêts non accessibles aux UFR : — - Amplitudes horaires : La ligne fonctionne du lundi au dimanche de 9h00 à 11h55 et de 14h00 à 18h55 à raison d'une navette par heure. - Particularités : - Date de dernière mise à jour : 1er mars 2023. |                                                                                                   |                                                                                                   |                                                                                                   |                                                                                                   |                                                                                                   |                                                                                                   |                                                                                                   |                                                                                                   |
| Été VL | Dernière actualisation : — |                                                                                                   |                                                                                                   |                                                                                                   |                                                                                                   |                                                                                                   |                                                                                                   |                                                                                                   |                                                                                                   |
| Loup   | Le Bar-sur-Loup — La Jarrerie ⥋ Gourdon — Village | Le Bar-sur-Loup — La Jarrerie ⥋ Gourdon — Village                                                 | Le Bar-sur-Loup — La Jarrerie ⥋ Gourdon — Village                                                 | Le Bar-sur-Loup — La Jarrerie ⥋ Gourdon — Village                                                 | Le Bar-sur-Loup — La Jarrerie ⥋ Gourdon — Village                                                 | Le Bar-sur-Loup — La Jarrerie ⥋ Gourdon — Village                                                 | Le Bar-sur-Loup — La Jarrerie ⥋ Gourdon — Village                                                 | Le Bar-sur-Loup — La Jarrerie ⥋ Gourdon — Village                                                 | Le Bar-sur-Loup — La Jarrerie ⥋ Gourdon — Village                                                 |
| Loup   | Ouverture / Fermeture 8 juillet 2019 / — | Longueur —                                                                                        | Durée 33 min                                                                                      | Nb. d’arrêts 4                                                                                    | Matériel —                                                                                        | Jours de fonctionnement L, Ma, Me, J, V, S, D                                                     | Jour / Soir / Nuit / Fêtes O / N / N / O                                                          | Voy. / an —                                                                                       | Exploitant Keolis Sophia Antipolis                                                                |
| Loup   | Desserte : - Villes et lieux desservis : Le Bar-sur-Loup (La Jarrerie, Pont du Loup), Courmes (Le Saut du Loup), Gourdon (Village). - Gares desservies : |                                                                                                   |                                                                                                   |                                                                                                   |                                                                                                   |                                                                                                   |                                                                                                   |                                                                                                   |                                                                                                   |
| Loup   | Autre : - Arrêts non accessibles aux UFR : — - Amplitudes horaires : La ligne fonctionne du lundi au dimanche de 10h30 à 19h30, à raison d'une navette toutes les 90 min environ. - Particularités : - Date de dernière mise à jour : 18 juin 2019. |                                                                                                   |                                                                                                   |                                                                                                   |                                                                                                   |                                                                                                   |                                                                                                   |                                                                                                   |                                                                                                   |
| Loup   | Dernière actualisation : — |                                                                                                   |                                                                                                   |                                                                                                   |                                                                                                   |                                                                                                   |                                                                                                   |                                                                                                   |                                                                                                   |

## Transport à la demande Icilà
Icilà est le service de transport à la demande proposé par la Communauté d'agglomération de Sophia Antipolis en complément du réseau régulier pour desservir les zones les moins denses.
Ce service fonctionne sur réservation via internet, application smartphone ou par téléphone. Le fonctionnement se fait par secteur, d'arrêt à arrêt ou d'un arrêt Icilà à l'arrêt de correspondance avec le réseau régulier le plus proche.
Les secteurs de desserte sont :
- Antibes et Vallauris, le secteur se substitue notamment aux lignes 5 et 7 en heures creuses ;
- Cap d'Antibes ;
- Bezaudun-les-Alpes, Bouyon, Conségudes, Coursegoules, Les Ferres, La Roque-en-Provence ;
- Biot, le secteur se substitue notamment à la ligne 21 en heures creuses ;
- Châteauneuf-Grasse, Opio, Le Rouret, Valbonne ;
- Le Bar-sur-Loup, Caussols, Cipières, Courmes, Gourdon, Gréolières, Tourrettes-sur-Loup ;
- Roquefort-les-Pins, Valbonne ;
- Saint-Paul-de-Vence, La Colle-sur-Loup, Villeneuve-Loubet ;
- Villeneuve-Loubet.

Pour les personnes à mobilité réduite, le fonctionnement se fait de porte-à-porte.

## Lignes scolaires
L'offre du réseau Envibus est complétée par une multitude de services scolaires, confiés par la Communauté d'Agglomération au groupe  Keolis Alpes-Maritimes et une petite partie à la société TACAVL.
Cette offre scolaire est scindée en deux : les lignes à destinations des élèves des collèges et lycées, et les lignes desservant les écoles primaires et maternelles.

### Lignes des écoles
Chaque ligne est désignée par un animal et une couleur et sont opérées par Keolis Alpes-Maritimes et TACAVL.
- Canard jaune : Desserte de l'école Layet-Boutonnier à Roquefort-les-Pins ;
- Cerf bleu et Fourmi orange : Desserte de l'école Amiral de Grasse à Bar-sur-Loup ;
- Chat blanc : Desserte de l'école Antony-Fabre à Villeneuve-Loubet ;
- Chamois vert : Desserte de l'école de Bouyon depuis Conségudes et Les Ferres ;
- Cheval bleu et Libellule bleue : Desserte de l'école de Garbejaïre à Valbonne ;
- Chien turquoise : Desserte des écoles Antony-Fabre et des Maurettes à Villeneuve-Loubet ;
- Coq noir, Coq rose et Coq vert : Desserte des écoles Saint-Georges et Les Plans  à Villeneuve-Loubet ;
- Éléphant rose : Desserte de l'école de la Tour-d'Opio ;
- Faon rose : Desserte de l'école du Pont-du-Loup à Gourdon depuis Courmes ;
- Flamand rose : Desserte de l'école de Saint-Paul-de-Vence ;
- Girafe jaune : Desserte de l'école du Moulin-Neuf de Biot ;
- Grenouille bleue : Desserte de l'école Layet-Boutonnier à Roquefort-les-Pins ;
- Lapin marron et Tortue verte : Desserte de l'école du village de Biot ;
- Licorne rouge : Desserte de l'école Antony-Fabre à Villeneuve-Loubet ;
- Marmotte orange : Desserte des écoles de Gréolières et Cipières ;
- Mouton rouge : Desserte des écoles Daudet et Campouns de Valbonne ;
- Panda vert : Desserte des écoles du Pont-du-Loup et du village de Tourrettes-sur-Loup ;
- Panthère rose : Desserte des écoles Layet-Boutonnier et Baud à Roquefort-les-Pins ;
- Papillon jaune : Desserte de l'école Pons du Rouret ;
- Poisson rouge : Desserte de l'école de Coursegoules depuis Bézaudun-les-Alpes ;
- Souris verte : Desserte de l'école Layet-Boutonnier à Roquefort-les-Pins ;
- Tortue violette : Desserte des écoles Vaugrenier-Présidence et des Maurettes à Villeneuve-Loubet ;
- Vache rouge : Desserte de l'école Île-Verte de Valbonne ;
- Vache verte : Desserte des écoles Île-Verte, Daudet et Campouns de Valbonne.

### Lignes des collèges et lycées
Chaque ligne est désignée par un numéro et la lettre S et sont opérées par Keolis Alpes-Maritimes.
- 1S : Desserte du collège Pré des Roures du Rouret depuis Bar-sur-Loup et Gourdon ;
- 2S : Desserte du collège Pré des Roures du Rouret depuis Bar-sur-Loup, Gourdon et Tourrettes-sur-Loup ;
- 3S : Desserte du collège Pré des Roures du Rouret depuis Châteauneuf-Grasse et Valbonne ;
- 4S : Desserte du collège Pré des Roures du Rouret depuis Le Rouret, Opio et Roquefort-les-Pins ;
- 5S, 20S et 21S : Desserte du collège César de Roquefort-les-Pins ;
- 6S : Desserte du collège Éganaude de Biot depuis Valbonne ;
- 7S et 9S : Desserte du collège Niki de Saint-Phalle et du lycée Simone Veil de Valbonne ;
- 8S : Desserte du collège Niki de Saint-Phalle et du lycée Simone Veil de Valbonne depuis Biot ;
- 10S : Desserte du collège Romée et de l'école des Maurettes de Villeneuve-Loubet ;
- 11S et 12S : Desserte du collège Romée de Villeneuve-Loubet ;
- 13S : Desserte du collège Bertone d'Antibes ;
- 16S : Desserte du collège Niki de Saint-Phalle et du lycée Simone Veil de Valbonne depuis Vallauris ;
- 17S : Desserte du collège César de Roquefort-les-Pins depuis Le Rouret, Opio, Châteauneuf-Grasse, Le Bar-sur-Loup et Gourdon ;
- 18S et 18S bis : Desserte du collège Éganaude de Biot depuis Valbonne et Biot ;
- 19S : Desserte du collège Yves Klein de La Colle-sur-Loup ;
- 22S : Desserte du collège Pré des Roures du Rouret depuis Bar-sur-Loup, Gourdon, Cipières et Gréolières ;
- 23S : Desserte du collège Romée de Villeneuve-Loubet ;
- 24S : Desserte du collège Éganaude de Biot depuis Valbonne ;
- 25S : Liaison entre Valbonne, Biot et Villeneuve-Loubet ;
- 26S : Desserte du lycée Simone Veil de Valbonne depuis Opio et Roquefort-les-Pins ;
- 27S : Desserte du lycée Simone Veil de Valbonne depuis Opio, Le Rouret et Roquefort-les-Pins ;
- 28S : Liaison entre Biot et Villeneuve-Loubet ;
- 29S : Desserte du collège de la Tramontane à Biot depuis Villeneuve-Loubet ;
- 30S : Desserte du lycée Simone Veil de Valbonne depuis Biot ;
- 31S : Desserte du collège Romée de Villeneuve-Loubet ;
- 33S et 34S : Desserte du collège Yves Klein de La Colle-sur-Loup depuis Saint-Paul-de-Vence ;
- 35S : Desserte du collège César de Roquefort-les-Pins ;

## Parc de véhicules
En janvier 2025, le parc d'autobus du réseau Envibus est composé de 163 véhicules dont 11 bus articulés, 55 bus standards, 46 midibus, 14 minibus et 37 autocars. Au sein de cette flotte, 9 bus fonctionnent à l'électrique, 43 bus fonctionnent au gaz naturel, les autres véhicules sont équipés de moteurs Diesel.

### Bus articulés
| Constructeur | Modèle         | Nombre | Numéros de parc | Période de mise en service           | Affectation | Observation              |
| ------------ | -------------- | ------ | --------------- | ------------------------------------ | ----------- | ------------------------ |
| Iveco Bus    | Crealis 18 GNV | 11     | 600-610         | Entre novembre 2019 et décembre 2019 | A B         | Livrée Envibus Rose BHNS |

### Bus standards
| Constructeur | Modèle               | Nombre | Numéros de parc            | Période de mise en service           | Affectation       | Observation                   |
| ------------ | -------------------- | ------ | -------------------------- | ------------------------------------ | ----------------- | ----------------------------- |
| Heuliez Bus  | GX 327               | 7      | 318-319, 321, 324, 512-514 | Entre mars 2012 à novembre 2013      | 6 8 9 10 11 12 26 | Livrée Envibus Rose           |
| Heuliez Bus  | GX 337               | 17     | 325-336, 515-519           | Entre juin 2014 à avril 2019         | 6 8 9 10 11 12 26 | Livrée Envibus Rose n°515-519 |
| Iveco Bus    | Crealis 12 GNV       | 11     | 800-810                    | Entre novembre 2019 et décembre 2019 | A B               | Livrée Envibus Rose BHNS      |
| Iveco Bus    | Urbanway 12 GNV BHNS | 20     | 811-830                    | Entre octobre 2022 à octobre 2024    | 6 8 9 10 11 12 26 | Livrée Envibus BHNS           |

### Midibus
| Constructeur | Modèle          | Nombre | Numéros de parc                       | Période de mise en service         | Affectation                       | Observation         |
| ------------ | --------------- | ------ | ------------------------------------- | ---------------------------------- | --------------------------------- | ------------------- |
| Heuliez Bus  | GX 127          | 9      | 411-416, 418, 420-421                 | Entre mars 2011 à octobre 2012     | 2 5 20 21 22 23 30/31 FDO         | –                   |
| Heuliez Bus  | GX 127 L        | 13     | 226, 230, 232, 234, 236, 238-244, 509 | Entre avril 2012 à septembre 2013  | 2 5 8 12 18 19 20 21 22 23 28     | Livrée Envibus Rose |
| Heuliez Bus  | GX 137          | 3      | 430-432                               | Décembre 2021                      | 2 5 20 21 22 23 30/31 FDO         | –                   |
| Heuliez Bus  | GX 137 L        | 3      | 245-250                               | Entre octobre 2014 à décembre 2015 | 2 5 8 12 18 19 20 21 22 23 28     | –                   |
| Iveco Bus    | Urbanway 10 GNV | 18     | 720-737                               | Entre mai 2022 à novembre 2023     | 2 5 8 12 18 20 21 22 23 30/31 FDO | Livrée Envibus Rose |

### Minibus
| Constructeur | Modèle        | Nombre | Numéros de parc       | Période de mise en service          | Affectation              | Observation |
| ------------ | ------------- | ------ | --------------------- | ----------------------------------- | ------------------------ | ----------- |
| Bolloré      | Bluebus 6m    | 2      | 149-150               | Juillet 2018                        | 14 15                    | –           |
| Karsan       | Jest Electric | 7      | 151-157               | Août 2019                           | 14 15 16                 | –           |
| Vehixel      | Cytios 3/23   | 5      | 143 146, 701, 711-712 | Entre janvier 2010 à septembre 2014 | 7 14 15 16 17 Biot Golfe | –           |

### Autocars
| Constructeur  | Modèle          | Nombre | Numéros de parc                             | Période de mise en service          | Affectation     | Observation             |
| ------------- | --------------- | ------ | ------------------------------------------- | ----------------------------------- | --------------- | ----------------------- |
| Anadolu Isuzu | Turquoise       | 8      | 217023-217026, 217034-217037                | Entre février 2021 et juillet 2021  | Ligne Scolaires | Livrée Envibus Scolaire |
| Iveco Bus     | Crossway Pop    | 2      | 191001, 217033                              | Entre janvier 2019 et juillet 2021  | Ligne Scolaires | Livrée Envibus Scolaire |
| Iveco Bus     | Crossway Pop NP | 1      | 211170                                      | Juillet 2021                        | Ligne Scolaires | Livrée Envibus Scolaire |
| Mercedes-Benz | Intouro II      | 9      | 153046-153047, 211122-211123, 211131-211135 | Entre février 2015 à juillet 2021   | Ligne Scolaires | Livrée Envibus Scolaire |
| Mercedes-Benz | Intouro II M    | 13     | 211171-211173, 211186-211192, 211214-211216 | Juillet 2021                        | Ligne Scolaires | Livrée Envibus Scolaire |
| Mercedes-Benz | Intouro III M   | 4      | 211421-211423, 221027                       | Entre novembre 2021 et janvier 2022 | Ligne Scolaires | Livrée Envibus Scolaire |

### Dépôts
- Le dépôt de Keolis Sophia Antipolis est situé dans la principauté, au 273 Rue Henri Laugier, 06600 Antibes
- Le dépôt de Keolis Alpes-Maritimes est situé dans la principauté, au 498 Rue Henri Laugier, 06600 Antibes

Le nouveau dépôt peut recevoir 150 bus (la flotte en compte 110 en 2022), dont 30 autobus standards garés sur le toit. Il est équipé pour recycler l'eau de la station de lavage et récupérer les eaux de pluie. D'un coût de 23 millions d'euros hors taxes, il a permis de fermer les deux sites secondaires du chemin de Saint-Bernard à Vallauris (ouvert en 2012, sur 2 726 m2) et de la Croix-Rouge, ce dernier étant remplacé par un parc relais. Il est équipé pour recevoir des bus électriques et au gaz naturel (42 bus début 2023).
Durant les travaux de reconstruction, un dépôt temporaire avec algecos et zone de stationnement a été installé sur le parking de l'Azur Arena.

## Fréquentation
En 2022, elle était de 6,8 millions mais ce chiffre en baisse s'explique par la pandémie de Covid-19 ; 72 % du trafic se fait sur les quatre lignes principales : A, 6, 8 et 10.